# Krybhvene
Krybhvene (Agrostis stolonifera), ofte skrevet kryb-hvene, er en flerårig, urteagtig, 20-50 cm høj græsart med en tueformet og snart efter tæppedannende vækst. Den findes almindeligt på enge.

## Beskrivelse
De opstigende skud er glatte og ubehårede med op til fem knæ. På de nederste knæ danner der sig rødder og nye skud. Bladene er først indrullede, men senere bliver de fladt udbredte. De er hårløse og helrandede eller meget fint savtakkede med lang spids. Begge bladsider er grågrønne til blågrønne.
Blomstringen sker i juli-august, hvor blomsterne er samlet i småaks, der tilsammen danner en sammentrykt top. Småaksene rummer kun én blomst hver. Blomsterne er reducerede og 3-tallige med yderavner, som er længere end småakset. Hvis der overhovedet er stak på blomsterne, er den kort og tilliggende. Frugterne er nødder (”korn”).
Rodnettet består af et trævlet, centralt rodnet og af nydannede trævlerødder fra de overjordiske, krybende stængler.

Højde x bredde og årlig tilvækst: 0,25 x 0,25 m (25 x 25 cm/år), heri ikke medregnet bladrosetter fra de krybende stængler.

## Voksested
Arten er udbredt fra Nordafrika over Mellemøsten og Kaukasus til Sibirien, Centralasien, Himalaya og Kina. Desuden findes den i Europa, herunder også i Danmark, hvor den er meget almindelig i hele landet. arten er indført i Australien, New Zealand og Sydafrika. Den foretrækker voksesteder i fuld sol og på fugtige, næringsrige og gerne kalkholdige jordtyper. Da den tåler salt er den derfor knyttet til fugtige enge, gerne strandenge og andre stedet, hvor der forekommer oversvømmelse.
På Skallingen forekommer arten på forstranden, hvor sandet endnu ikke er bundet, sammen med bl.a. engelskgræs, fliget vejbred, knudefirling, marktusindgylden, strandfirling og udspilet star

## Anvendelse
Denne art (og flere underarter og varianter) bruges i græsplæner, især som del af en blanding med alm. rajgræs, engrapgræs og rød svingel (den såkaldte "Villablanding").
| Portal | Portal:Botanik |

## Note
1. ↑   Johs. Iversen: The Zonation of the Salt Marsh Vegetation of Skallingen in 1931-34 and in 1952 (engelsk)